# Heinrich von Morungen
Heinrich von Morungen (... – Lipsia, intorno al 1220) è stato un importante Minnesänger tedesco.

## Vita
Dalla sua lirica non si riesce a ricavare quasi nulla sulle circostanze della sua vita. Forse è stata la stessa persona di Hendricus de Morungen, attestato in documenti in Turingia. Questo Hendricus apparteneva agli strati più bassi della cavalleria e probabilmente era originario del castello di Morungen nei pressi di Sangerhausen. In qualità di miles emeritus percepì per "alti meriti personali" (alta suae vitae merita) una pensione dal suo protettore, il margravio di Meißen Teodorico I. Dal 1213 fece attribuire tale pensione al monastero di San Tommaso di Lipsia, in cui si ritirò nel 1217. Secondo fonti del XVI secolo morì lì nel 1222 dopo un viaggio in India.
Il tardo medioevo annovera una ballata dell'Edler Moringer, che riconduce a Heinrich von Morungen la materia del ritorno a casa dello sposo dato per disperso.

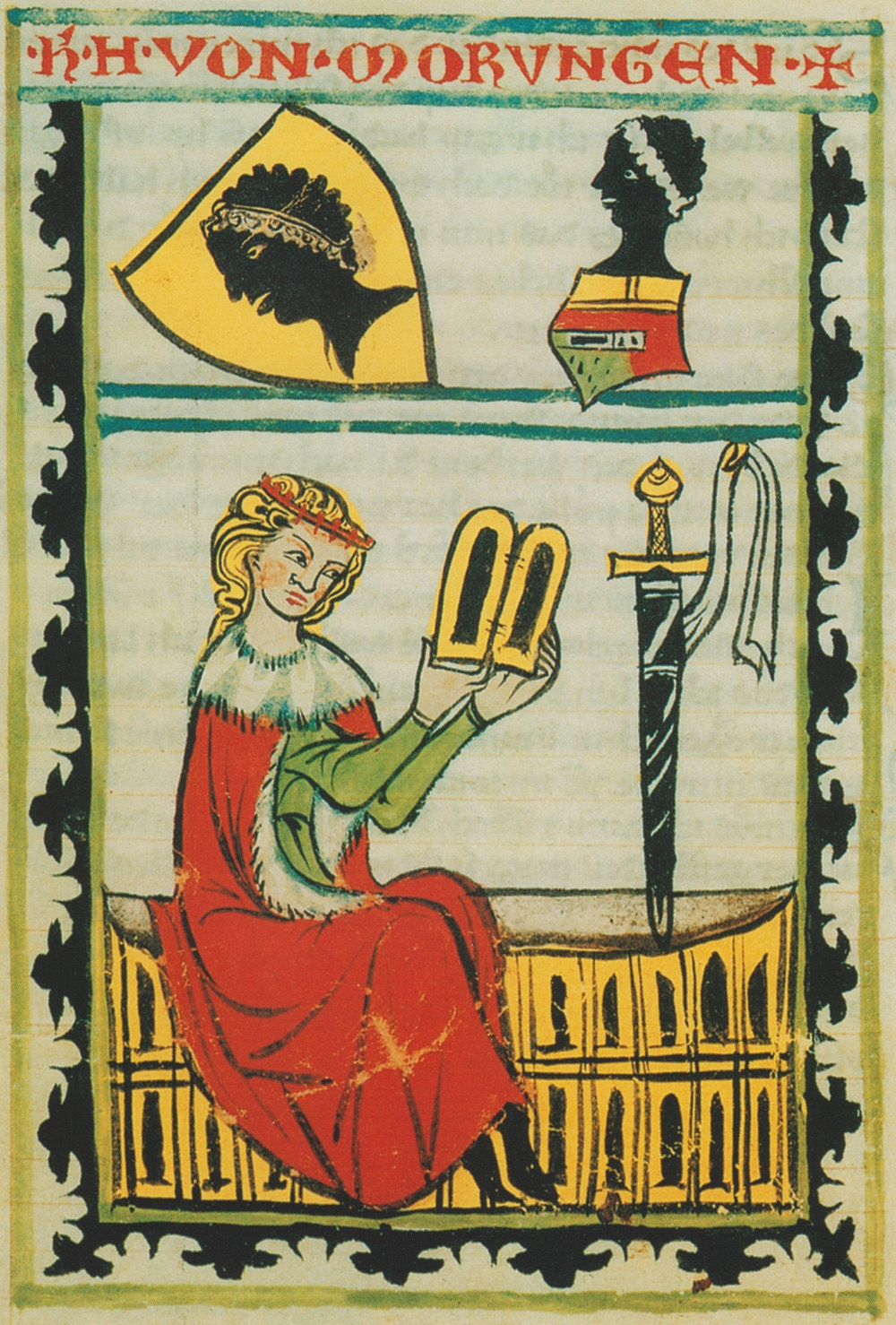
Heinrich von Morungen nel Weingartner Liederhandschrift della prima metà del XIV secolo.

## Opera

### Stato di conservazione
Di Morungen sono tramandate 35 Minnelieder per un totale di 115 strofe, di cui 104 strofe sono conservate nella grande raccolta del Codex Manesse. Si trovano ulteriori strofe nei seguenti manoscritti: Kleine Heidelberger Liederhandschrift, Weingartner Handschrift, Troßchen Fragment.
Traduzioni dell'opera di Heinrich von Morungen in tedesco moderno furono realizzate tra gli altri da Ludwig Tieck (1803), Karl Simrock (1857), Carl von Kraus (1950), Helmut Tervooren (1975).
Le melodie che accompagnavano le canzoni non sono conservate.

## Tematiche
Morungen è un poeta che fa spesso ricorso a immagini. Per descrivere la dama amata utilizza spesso paragoni dalla sfera della luce: sole, luna, Venere, oro, diamante, specchio.
Un tema essenziale nell'opera di Heinrich von Morungen è l'aspetto demoniaco del Minne (amore); l'amore viene vissuto in parte come potenza magica, patogena e perfino letale, ma anche come un'esperienza religiosa e mistica.
Nella forma e nel contenuto le sue poesie sono influenzate dalla poesia trobadorica a livello stilistico. Vengono ripresi anche contenuti che altrimenti compaiono più raramente nel Minnesang tedesco, come per esempio la Aufkündigung des Minnedienst (corrispondente in italiano al concetto dell'amore che si rivela e obbliga l'amato a servirlo) presente nella Lied XXVI (Sî hât mich verwunt). Si possono trovare dei legami con la letteratura classica e in particolare Ovidio - nella Lied XXXII si fa riferimento alla figura mitologica di Narciso noto attraverso le Metamorfosi (Mir ist geschehen als einem kindelîne), mi è successo come a un ragazzo.
Una creazione originale di Morungen è il Tagelied-Wechsel (Lied XXX, Owê, - sol aber mir iemer mê)

### Film
- Strasse der Troubadoure, Film sul possibile viaggio in India di Heinrich von Morungen, di Peter Pannke, Elfi Mikesch, Elke Peters (58min., ZDF / Mira Filmproduktion 2002)